# Andreas Vesalius

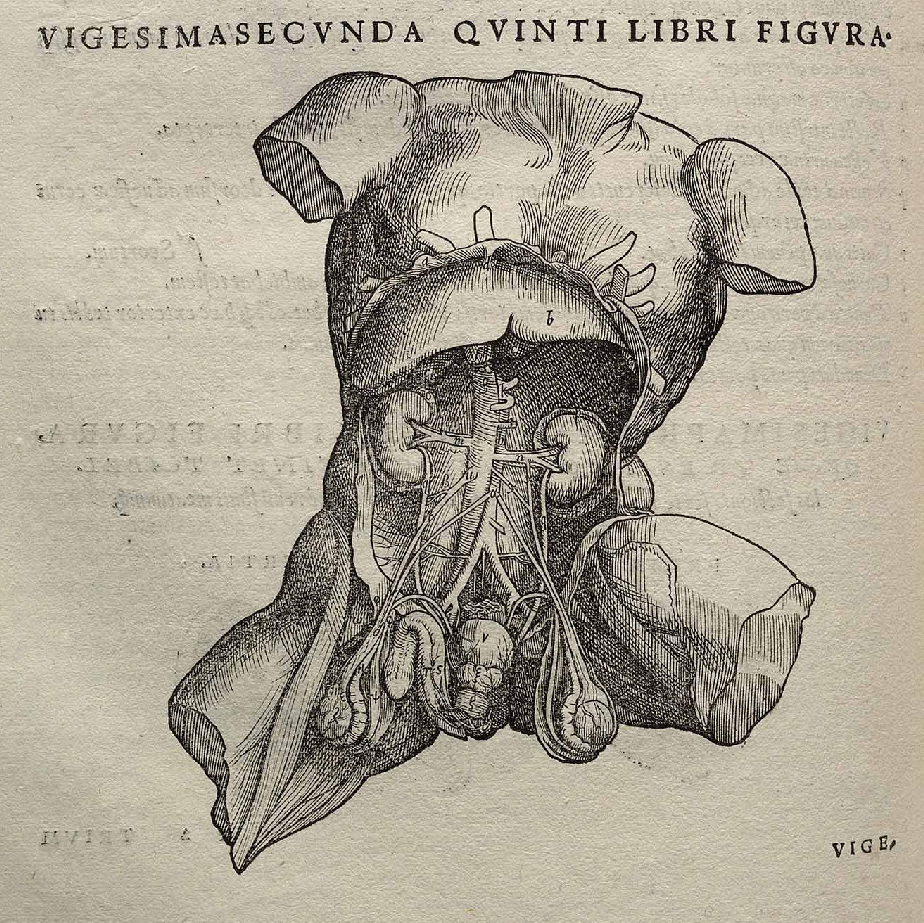
En illustration på sidan 372 i Vesalius verk De humani corporis fabrica libri septem

Andreas Vesalius, född i Bryssel i Belgien den 31 december 1514, död 15 oktober 1564, var en läkare och anatom. Han räknas ofta som grundare av den moderna anatomiska vetenskapen. År 1543 publicerade han det banbrytande anatomiska verket De humani corporis fabrica libri septem ('Sju böcker om människokroppens uppbyggnad').

## Bakgrund
Att Vesalius skulle bli läkare var en självklarhet redan från början eftersom de flesta i hans släkt också var läkare. 1530-1533 studerade han språk vid Leuvens universitet, bland annat hebreiska, latin och grekiska, men flyttade senare till Paris. Det var i samband med sina studier i Paris som han lärde känna sin lärare Jacques Dubois – de skulle senare komma att bli bittra fiender.
För att kunna studera människokroppen började han arbeta som fältskär i franska armén, och stal dessutom lik från kyrkogårdar. År 1536 återvände han till sin hemstad Leuven, där han tog examen i medicin 1537. Strax därefter doktorerade den unge Vesalius i anatomi och kirurgi vid universitetet i Padua, Italien, och tog till och med över sin lärares jobb. 1564 åkte han på en pilgrimsfärd till Palestina. Hans gamla universitet i Padua bad honom komma och bli professor där, men på väg hem blev han sjuk och dog 1564 på den grekiska ön Zakynthos.

## Vetenskaplig verksamhet
Vesalius revolutionerade anatomin. Han kritiserades skarpt för sina brutala undervisningsmetoder, men själv kritiserade han de läroböcker som användes under hans samtid och som fortfarande byggde på Hippokrates och Galenos skrifter. Vesalius ansåg att skrifterna tydligt visade att Galenos och Hippokrates själva aldrig hade obducerat en människokropp.
Vesalius lyckades få tillgång till lik genom att använda avrättades kroppar. Efter hans upptäckter på universitet insåg man snart att dissektioner tycktes vara det bästa sättet att lära sig hur människan ser ut inuti. Bland andra riktade kyrkan stark kritik mot denna metod. Vesalius ville visa vilka fel som fanns i de gamla läroböckerna men även skriva en ny lärobok med bilder på de upptäckter han gjort och som inte fanns i de äldre läroböckerna. Hans bok De humani corporis fabrica libri septem var ett anatomiskt mästerverk på 712 sidor, som tog upp och visade bilder på allt från människans skelett och hennes inre organ, till vårt hjärt-kärlsystem och musklernas uppbyggnad. Vesalius tillägnade verket den tysk-romerske kejsaren Karl V, och kom sedan också att bli dennes livmedikus.
Trots de många upptäckterna kritiserades han av många gamla professorer, däribland sin egen lärare, för att ha vågat ifrågasätta de gamla lärorna. Emellertid var det svårt för hans motståndare att finna stöd för sin kritik, eftersom alla som studerade liket av en människa kunde se att Vesalius hade rätt.

## Utmärkelser
Asteroiden 2642 Vésale är uppkallad efter honom.